# カリン・ゲーリング

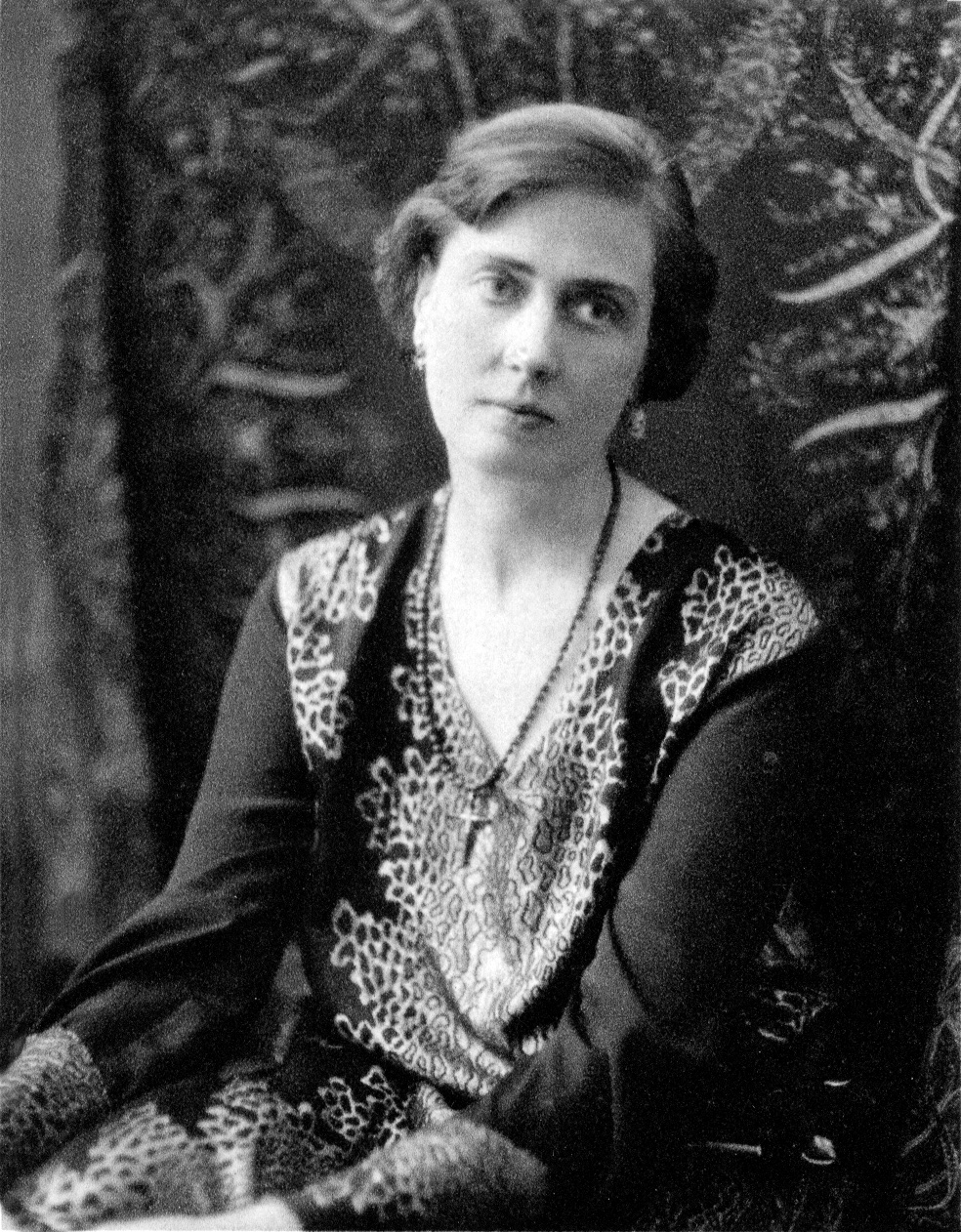
カリン・ゲーリング（1927年）

カリン・ゲーリング（Carin Göring、1888年10月21日 – 1931年10月17日）は、ドイツの政治家ヘルマン・ゲーリングの最初の妻だった女性。

## 生涯

### ゲーリングと出会うまで
カリン・ゲーリングは、スウェーデン陸軍大佐カール・フォン・フォック男爵 (Carl von Fock) とその妻でアイルランド系のフルディーネ・フォン・フォック（Huldine von Fock; 旧姓ビーミッシュ Beamish）の四女としてスウェーデンのストックホルムに生まれた。フォン・フォック家は19世紀にヴェストファーレンからスウェーデンへ移住した貴族であった。カリンを含めフォン・フォック家の5人の娘は祖母が創設した「エーデルワイス会」という宗教家族会を熱心に信仰していた。
カリンはスウェーデン陸軍大尉のニルス・グスタフ・フォン・カンツォウ男爵（Nils Gustav von Kantzow）と結婚し、彼との間にトーマス（Thomas）という息子も儲けていた。ニルスはカリンに献身的であったが、ロマンチストだったカリンの方はニルスとの平凡な結婚生活に飽きており、いつもヒーローの出現と冒険を求めていたという。

### ゲーリングとの出会いから結婚まで

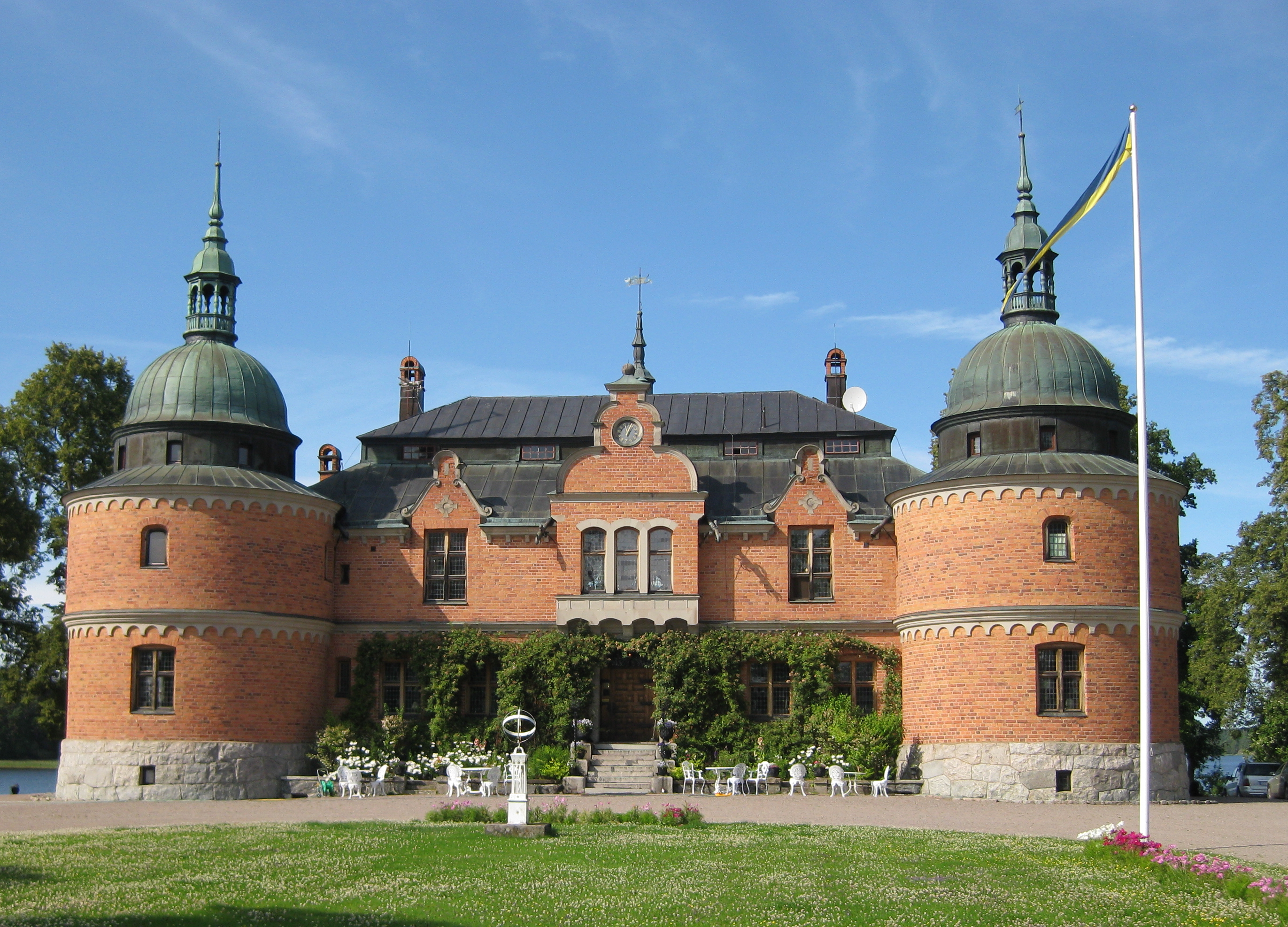
ゲーリングとカリンが出会ったロッケルスタド城

第一次世界大戦のドイツ軍航空隊のエースパイロットであったヘルマン・ゲーリングは、ドイツ敗戦後にスウェーデンに移り、ここで民間飛行士などをしていた。1920年2月20日、ゲーリングはエアタクシー業務で探検家エリク・フォン・ローゼン伯爵(sv:Eric von Rosen)を彼の居城であるロッケルスタド城(sv:Rockelstad slott)へ送った。このエリク・フォン・ローゼンの妻マリーはカリンの姉だった。カリンはマリーの話し相手になるため、よくこの城を訪れており、この日もこの城にいた。城の中に招かれたゲーリングはカリンと出会い、一目見て恋に落ちたという。この頃のゲーリングは痩せていて生涯で最も美男だった頃であった。ゲーリングは一次大戦のパイロットとしての冒険談や敗戦後のドイツの混乱、連合軍によるドイツへの圧政の酷さなどをローゼン一家に聞かせ、すっかり一家と意気投合した。フォン・フォック家もローゼン家も大戦中からの親独派であったから彼らはゲーリングの考えに大変共感を寄せた。カリンが待ち望んでいたヒーローの姿をゲーリングに見るのに時間はかからなかった。すっかりローゼン一家と仲良くなったゲーリングはローゼン伯爵の妻マリーが城の中に置かせていた「エーデルワイス会」の礼拝場にも招かれた。カリンもこの信仰に強く惹かれていることを知ったゲーリングは城を発った後にすぐに書いて送ったお礼の手紙の中で言葉巧みに「エーデルワイス会」の信仰を絶賛している。このこともカリンの心を強く揺り動かした。2月24日にはカリンはゲーリングと会うためにストックホルムへ戻っていった。
ヘルマンたちはデートを重ね、カリンは姉ファニーに「彼こそが私がいつも夢に見ていた男性よ」などと語るようになり、1920年夏にはヘルマンの母フランツィスカに紹介してもらうためにミュンヘンへ旅立つほどになった。1921年初めにはカリンの夫ニルス・フォン・カンツォフ一家の昼食会にゲーリングが招かれている。ゲーリングとカリンの関係はニルスはもちろん、当時9歳の息子トーマスさえも知っていたが、ゲーリングの不思議な魅力はニルスやトーマスも虜にし、二人はゲーリングに好感を持っていたという。
ゲーリングとカリンはバイエルン州のオーストリア国境付近の山中に山小屋を借りた。ここは1920年から1923年の間、二人がよく滞在した。一度ストックホルムに戻った際にゲーリングはカリンにニルスとの離婚を求めたが、息子トーマスもいるカリンはこの時には拒んだ。しかしその後再びゲーリングとカリンはバイエルンの山小屋へ戻って同棲生活を送った。しかも二人はニルスに金の無心もしており、ニルスは妻が戻ってくることを期待して援助している。しかし結局、1922年12月13日にカリンはニルスと離婚した。ニルスはトーマスの親権は得たが、妻を失ったことで深刻なうつ病になり、1923年中頃には同僚を殺そうとして失敗し列車から飛び降りるという奇行を起こした。その後、教職を追われ、狂死した。
1923年1月25日にゲーリングとカリンはストックホルム、続いて二人が住むミュンヘンで挙式した。新婚旅行はイタリアだった。ゲーリングが国家社会主義ドイツ労働者党（ナチ党）の党員となるとカリンもすぐに熱心な国家社会主義者・反ユダヤ主義者・反共主義者になった。ゲーリングも「彼女は私には国家社会主義的すぎるな」と語ったほどだった。
1924年4月23日、ナチ党私兵集団である突撃隊再編のためゲーリングが突撃隊司令官となって初めてのパレードが行われ、ナチ党党首アドルフ・ヒトラーはその様子を絶賛した。ヒトラーから、ゲーリングの功績をどれほど評価しているか口にすれば彼が自惚れてしまうほどだと言われ、喜んだカリンは「自分の頭が誇りですっかり有頂天になってしまいました」と答えた。するとヒトラーは彼女の手にキスをして、「あなたのように美しい頭の持ち主が、そんなになることはないでしょう」と告げた。カリンはトーマスへの手紙で「おそらくこれは最高にエレガントな褒め言葉とは言えないでしょうが、私は嬉しく思いました」と記している。

### ミュンヘン一揆の失敗と苦難の時
1923年11月、ナチ党党首アドルフ・ヒトラーと一次大戦の英雄エーリヒ・ルーデンドルフ将軍が起こしたミュンヘン一揆に当時突撃隊司令官だったゲーリングも参加した。しかし一揆は失敗し、ゲーリングは行進の際に警官隊からの銃撃で腰に銃弾を受けた。ゲーリングとカリンは警察の追跡を振り切るためオーストリアのインスブルックへ国外逃亡した。カリンはインスブルックの病院で付きっきりで夫ゲーリングの看病をした。その後、カリンも病院への道すがらに共産党員から石を投げつけられて足の指を骨折し、ゲーリングと同じ病院の同じ病室に入院した。カリンは母親への手紙の中で警察にすべての財産を差し押さえられた苦境を書いている。しかしこれに続けて彼女はナチ党がこれをきっかけに必ず前進すると熱く語っている。母にあてた手紙には「ママ、ヒトラーの主義が失敗に終わった、彼らが諦めてしまったなどとお考えにならないで、事実はその正反対ですし、それを推し進める力は前よりも強いほどです」と書かれていた。
しかしナチ党内では党内人事を掌るアルフレート・ローゼンベルク（彼はゲーリングと不仲だった）がゲーリングの党籍を削除してしまっていた。1925年4月にはドイツに戻れないゲーリングに代わってカリンがミュンヘンへ戻り、まずミュンヘン一揆の指導者エーリヒ・ルーデンドルフ将軍と面会した。将軍に資金提供を求めたが、将軍は「祖国は見返りのない犠牲を求めている」などと体よく断った。続いてカリンはアドルフ・ヒトラーと面会し、まずゲーリングの党籍が剥奪されたことを告げた。ヒトラーはそのような事になっていたとは初めて知ったと答え、すぐに回復させることを約束した。またカリンが経済的な苦境について話すとヒトラーは戸棚の紙幣をわしづかみにしてカリンの手中に押し付けたという。カリンはヒトラーに感謝し、このときにヒトラーから渡されたヒトラーの写真をエーデルワイスの小枝とともに一番大切な宝物にしていた。
カリンがゲーリングの下に戻ると二人はすぐにスウェーデンへ移住し、カリンの実家フォン・フォック家に頼ることになった。しかし傷の激痛を和らげるためにモルヒネを常用するようになっていたゲーリングは精神的な障害を起こし、フォン・フォック家の資金で施設や精神病院へ入ることとなった。カリンはゲーリングを懸命に支え、何とかモルヒネ依存から抜け出させようとしたが、ゲーリングはモルヒネから離れられなかった。カリン自身も体が弱く、心臓発作で意識を失ったり、リューマチを患っていた。カリンは三人の内科医から不治の心臓病であり、先は長くないと宣告されていた。

### ゲーリングのドイツ政界復帰、党勢拡大、そして最期
ヒンデンブルク大統領の政治犯の恩赦があったのちの1928年1月にベルリンへ戻り、ナチ党の活動に戻ったゲーリングは5月にはナチ党の国会議員に当選した。カリンの体はこの頃にはだいぶ危険な状態になっていたが、彼女は最期の力をふりしぼってゲーリングの社交界での活動に尽力した。
ベルリンにおける彼女の一番の親友はスウェーデンと関係の深いドイツの名家ヴィクトル・ツー・ヴィート侯爵夫妻で、彼らをヒトラーとナチ党に共鳴させた。そしてドイツ貴族階級の大物達が次々にゲーリングとカリンと食事を共し、2人は説得と反論を駆使して党の宣伝を行った。彼女はそれらが「私もヘルマンもひどくしんの疲れることです」と認めながら、「もし求められれば私達のできる全てを捧げるつもりであることも理解しています。なぜなら私達がそれを望んでいるからです」と書いている」。1930年2月、カリンはとその成果について嬉しそうに母親へ手紙を書いている。「私たちはすでにヒトラーとその主義の賛同者をたくさん獲得しています。アウグスト・ヴィルヘルム王子もヴィート夫妻と同じく、今では私達の主義を信奉しています」。このようなカリンとゲーリングの貢献によって、貴族階級の多くがナチ党に入党した。カリンの生きる希望は、ゲーリングの存在とヒトラー及びナチ党の伸長であり、3月母親への手紙では「ヘルマンがいなくなると本当にうつろな気持ちで、絶えず彼のことを考えています」「私がどうしたら彼とヒトラーの運動に何らかの形で、役立つことができるかを考えている時だけ、天上から力が与えられるかのようです」と記した。ゲーリング家には党の幹部も良く集まり、同年のクリスマス・イヴにはベルリン大管区指導者ゲッベルスが来訪している。その様子をカリンは嬉しそうに「ゲッベルスは…ハーモニウムをひきました。私達はみな昔ながらのクリスマスの歌・・・きよしこの夜・・・などを歌いました。トーマスと私はスウェーデン語、ゲッベルスとチリー(メイド)はドイツ語でしたが、よくハーモニーが合っていました」と書いている。
1931年6月、ヒトラーはゲーリングとカリンの貢献に報いるため、メルセデス・ベンツを二人に贈った。カリンたっての要望で姉のファニーらと、ゲーリングとこの車で最後の旅行に出かけたが、すでにカリンは車の椅子からほとんど動けないまでに衰弱していた。一行はドレスデンを訪れた際にヒトラーと落ち合った。姉ファニーの証言によると、一行が宿泊するドレスデン・パラスト・ホテルにヒトラーを一目見ようと集まった群集を見たカリンは「有頂天で幸福そのもの」であり、「もしも全ドイツ人が、ヒトラーがいかに私達に大きな意味を持っているかを理解すれば」「ドイツに新時代が生まれるのだけれど」と語ったという。
1931年9月25日、カリン最愛の母フルディーネが死去した。診療所に入院中のカリンは医師が止めるにもかかわらず、その葬儀に出たいとゲーリングへ哀願し、彼も認めざるを得なかった。ゲーリングがカリンを抱きかかえるようにして2人がストックホルムに到着すると、息子トーマスが待っていたが、葬儀はもう終わっており、カリンは憔悴しきってベッドから動けなくなった。医師はその夜さえ越せるかどうかとゲーリングに言い、カリンは意識を失っては時々回復する状態を繰り返した。唯一の当事者トーマスによるとゲーリングはカリンが意識を失ったときにだけ、その部屋を出て食事や髭剃りを急いで済ませた。「それ以外のときは、彼はベッドの傍らにひざまずいて、彼女の手を握り、髪をなで、顔の汗や口を拭いてやっていた」「そして彼は時々急に振り返って私を見つめていたが、声もなく泣いていた。我々は2人とも泣いた」。
1931年10月4日、ヒトラーから重要政局のためゲーリングへ直ぐ戻るようにという電報が届いた。しかし、ゲーリングはカリンが病気である限り、帰らないと決意していた。ちょうどゲーリング不在時に目を覚ましたカリンは、トーマスに「ひどく疲れたの。私お母さんの所に行きたい」「けどヘルマンがここにいる限り行けない。彼の所を離れるなんてとても耐えられないわ」と言った。そしてトーマスから、ヒトラーの呼戻しがあったがゲーリングは看病を優先して行くつもりはない、と告げられて号泣した。カリンは戻ったゲーリングの顔を自身の顔に引き寄せて語りかけた。その様子をトーマスは次のように語っている「彼女が、彼にヒトラーの要請に従うよう、頼んだり、哀願したり、命令さえしているのがわかっていた。彼はすすり泣きはじめ、彼女は彼の頭を抱えて胸の上に横たえた。それはあたかも、彼が彼女の息子であり、慰めを必要としているのは彼の方であるかのように思えた」。ゲーリングの泣き声に気づいて姉ファニーが部屋に入ってくると、カリンは「ヘルマンはベルリンに呼戻されているのよ。フューラーが緊急に彼を必要としているの」と言って荷造りを手伝うよう頼み、ゲーリングには「トーマスが世話をしてくれる」と言って安心させようとした。ゲーリングは自分が戻ってくるまでだと言い、カリンも「そうよ。あなたが戻ってくるまでよ」と同意したのだった。
ゲーリングを送り出したカリンは、その後1931年10月17日、心臓病により死去した。

### カリンとゲーリングの関係

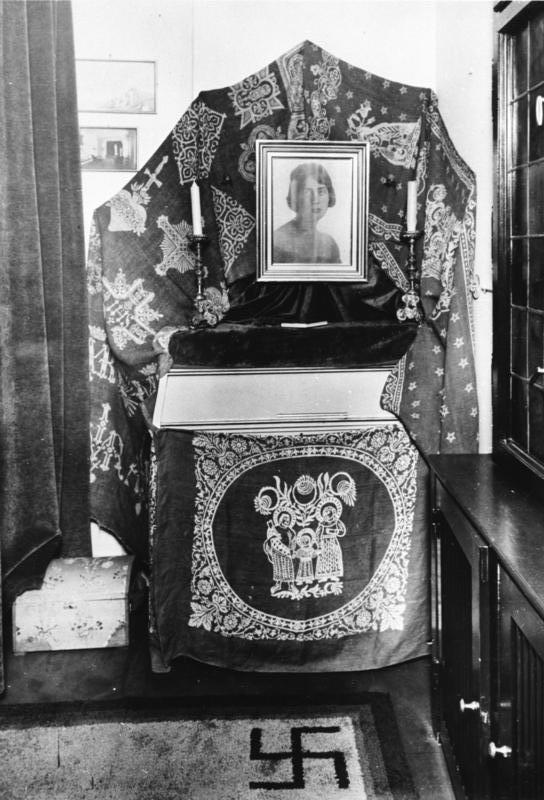
ゲーリングのベルリン・カイザーダムの自邸にあったカリンを記念する部屋

カリンの死にゲーリングは姪に対して「私が威張り散らすのも、一生懸命働くのも、壮大なものにとり憑かれたようになっているのも、みんな根は一つなんだ。カリンが私のために捨てた生活を、彼女に取り戻してもらおうと、私は決意していたんだ」と涙ながらに語った。
ヘルマンにとって彼女は死後も崇拝の対象であり続けた。ヘルマンは自らの豪華な別荘に「カリンハル」と名付け、所有の二隻の豪華なヨットに「カリン1号」「カリン2号」と名付けている。ベルリンのカイザーダムの自邸にはカリンの個人的な記念品で埋め尽くされた部屋があり、ヘルマン以外入ることを禁止されていた。エミー・ゲーリングとの再婚後もヘルマンとエミーの関係には常にカリンが影響していたといえる。ヘルマンの奇抜な私服も多くはカリンのデザインであったという。
ゲーリングとの間に子供ができなかった点について、トーマスはカリンが早産で自身を生んだため医師からもう妊娠はできないと告げられていたとしている。そして、カリンの死の直前、「ヘルマンはいつだってあなたを自分の息子とみなすと約束してくれました。でも、彼がいつか結婚して、私が与えられなかった子供を持てればいいと私が言っていたと伝えてちょうだい」と告げられたという。カリンはゲーリングとの性生活に抑制的ではなく、妹にあてた手紙の多くにその喜びが記されていた。